# 밀양대로
밀양대로(Miryang-daero, 密陽大路)는 경상남도 창원시 의창구 대산면 모산사거리와 밀양시 산내면 가지산터널을 잇는 경상남도의 도로이다. 밀양시의 핵심 간선도로 역할을 하기 때문에 밀양대로라 명명되었으며, 밀양시 중심부를 관통한다. 창원시에서는 진산대로와 직결되며 밀양시에서는 울밀로와 직결된다.

## 연혁
- 1999년 12월 21일 : 밀양시 산외면 금천리 ~ 금곡리 2.3km 구간 개통 및 기존 1.7km 구간 폐지[1]
- 2000년 11월 20일 : 하남 ~ 밀양간 도로(밀양시 하남읍 수산리 ~ 상남면 예림리) 12km 구간 부분개통[2]
- 2000년 12월 31일 : 하남 ~ 밀양간 도로(밀양시 상남면 예림리 ~ 내이동) 4.55km 구간 확장 개통, 기존 밀양시 하남읍 수산리 ~ 상남면 예림리 12.6km 구간 폐지[3]
- 2005년 12월 28일 : 밀양시 교동 ~ 산외면 희곡리 구간 7.94km 확장 개통[4]
- 2008년 2월 19일 : 산외 ~ 상북간 도로(경상남도 밀양시 산내면 삼양리 ~ 울산광역시 울주군 상북면 궁근정리) 8.663km 구간을 자동차 전용도로로 지정[5]
- 2008년 3월 24일 : 가지산터널 개통[6]
- 2009년 7월 10일 : 2개 이상 시·도에 걸쳐 있는 도로로 밀양대로를 고시[7]
- 2009년 12월 21일 : 산내 ~ 상북간 도로 중 얼음골 교차로까지 구간(밀양시 산내면 남명리 ~ 삼양리) 4.0km 구간 일부 개통[8]
- 2010년 4월 30일 : 밀양시 산외면 금곡리 ~ 산내면 용전리 4.112km 구간 확장 개통, 기존 2.29km 구간 폐지[9]
- 2011년 9월 27일 : 밀양시 산내면 남명리 ~ 삼양리 4.0km 구간을 자동차 전용도로로 지정[10]
- 2013년 7월 26일 : 밀양시 산내면 가인리 ~ 남명리 6.21km 구간 확장 개통, 기존 밀양시 산내면 가인리 ~ 삼양리 7.0km 구간 폐지[11][12]

## 주요 경유지
경상남도
- 창원시 의창구 대산면 - 밀양시 (하남읍 - 상남면 - 부북면 - 삼문동 - 내이동 - 교동 - 산외면 - 산내면)

## 노선
- (■): 자동차 전용도로 구간

| 이름                                                         | 접속 노선                                   | 소재지                               | 소재지                                               | 비고               |
| 진산대로와 직결                                              | 진산대로와 직결                             | 진산대로와 직결                      | 진산대로와 직결                                      | 진산대로와 직결    |
| ------------------------------------------------------------ | ------------------------------------------- | ------------------------------------ | ---------------------------------------------------- | ------------------ |
| 모산사거리                                                   | 국가지원지방도 제60호선 (대산북로) (모산길) | 창원시                               | 의창구 대산면                                        | 국도 제25호선 구간 |
| 수산대교                                                     |                                             | 창원시                               | 의창구 대산면                                        | 국도 제25호선 구간 |
|                                                              | 밀양시                                      | 하남읍                               |                                                      | 국도 제25호선 구간 |
| 수산 교차로                                                  | 밀양시                                      | 하남읍                               | 지방도 제1008호선 (온천로) 수산중앙로 수산우회로     | 국도 제25호선 구간 |
| 양동육교                                                     | 밀양시                                      | 하남읍                               | 하남로                                               | 국도 제25호선 구간 |
| 파서육교                                                     | 밀양시                                      | 하남읍                               | 하남로                                               | 국도 제25호선 구간 |
| 파서교                                                       | 밀양시                                      | 하남읍                               |                                                      | 국도 제25호선 구간 |
|                                                              | 밀양시                                      | 상남면                               |                                                      | 국도 제25호선 구간 |
| 마산교                                                       | 밀양시                                      | 조음로                               |                                                      | 국도 제25호선 구간 |
| 연금 교차로                                                  | 밀양시                                      | 상남로                               |                                                      | 국도 제25호선 구간 |
| 남밀양 나들목 (남밀양IC 교차로)                              | 밀양시                                      | 55호선 대구부산고속도로              |                                                      | 국도 제25호선 구간 |
| 예림오거리                                                   | 밀양시                                      | 예평로 예림길 운하길                 |                                                      | 국도 제25호선 구간 |
| 예림사거리                                                   | 밀양시                                      | 국도 제58호선 (가곡7길) 양림간제방길 | 국도 제25, 58호선 구간                               |                    |
| 마암산터널                                                   | 밀양시                                      |                                      | 국도 제25, 58호선 구간 연장 430m 하행 전용           |                    |
| 마암산터널                                                   | 밀양시                                      | 부북면                               | 국도 제25, 58호선 구간 연장 430m 하행 전용           |                    |
| 마암 교차로                                                  | 밀양시                                      | 국도 제58호선 (사포로)               | 국도 제25, 58호선 구간                               |                    |
| 밀주교                                                       | 밀양시                                      |                                      | 국도 제25호선 구간                                   |                    |
| 밀주교                                                       | 밀양시                                      | 삼문동                               | 국도 제25호선 구간                                   |                    |
| 삼문동 행정복지센터                                          | 밀양시                                      | 미리벌로 삼문중앙로                  | 국도 제25호선 구간                                   |                    |
| 주공아파트앞                                                 | 밀양시                                      | 삼문1길                              | 국도 제25호선 구간                                   |                    |
| 남천교                                                       | 밀양시                                      |                                      | 국도 제25호선 구간                                   |                    |
| 국립식량과학원사거리                                         | 밀양시                                      | 지방도 제1080호선 (점필재로) 약산로  | 국도 제25호선 구간                                   | 내이동             |
| 영남종합병원                                                 | 밀양시                                      | 북성로                               | 국도 제25호선 구간                                   | 내이동             |
| 신촌오거리 (창원지방법원 밀양지원) (창원지방검찰청 밀양지청) | 밀양시                                      | 국도 제24호선 (창밀로) 중앙로        | 국도 제24, 25호선 구간                               | 내이동             |
| 시청서문사거리                                               | 밀양시                                      | 백민로 시청로                        | 국도 제24, 25호선 구간                               | 교동               |
| 밀양시청                                                     | 밀양시                                      |                                      | 국도 제24, 25호선 구간                               | 교동               |
| 교동사거리                                                   | 밀양시                                      | 교동로 석정로                        | 국도 제24, 25호선 구간                               | 교동               |
| 밀양대공원                                                   | 밀양시                                      | 밀양대공원로                         | 국도 제24, 25호선 구간                               | 교동               |
| 교동 행정복지센터입구                                        | 밀양시                                      | 교동로                               | 국도 제24, 25호선 구간                               | 교동               |
| 교동 교차로                                                  | 밀양시                                      | 안인로 용평로                        | 국도 제24, 25호선 구간                               | 교동               |
| 밀산교                                                       | 밀양시                                      |                                      | 국도 제24, 25호선 구간                               | 교동               |
|                                                              | 밀양시                                      | 산외면                               | 국도 제24, 25호선 구간                               |                    |
| 긴늪사거리                                                   | 밀양시                                      | 국도 제25호선 (상동로) 산외로        | 국도 제24, 25호선 구간                               |                    |
| 밀양 나들목 (밀양IC 교차로)                                  | 밀양시                                      | 55호선 중앙고속도로                  | 국도 제24호선 구간                                   |                    |
| 금천 교차로                                                  | 밀양시                                      | 산외로                               | 국도 제24호선 구간                                   |                    |
| 다죽 교차로                                                  | 밀양시                                      | 산외로 산외남로                      | 국도 제24호선 구간                                   |                    |
| 금곡 교차로                                                  | 밀양시                                      | 표충로                               | 국도 제24호선 구간                                   |                    |
| 보라 교차로                                                  | 밀양시                                      | 희곡1길                              | 국도 제24호선 구간 상행 진출만 가능                  |                    |
| 박산 교차로                                                  | 밀양시                                      | 희곡2길                              | 국도 제24호선 구간 상행 진입 불가 하행 진출 불가     |                    |
| 괴곡 교차로                                                  | 밀양시                                      |                                      | 국도 제24호선 구간                                   |                    |
| 하촌 교차로                                                  | 밀양시                                      | 산내용전길                           | 국도 제24호선 구간                                   | 산내면             |
| 용전 교차로                                                  | 밀양시                                      | 산내로 산내용전길                    | 국도 제24호선 구간                                   | 산내면             |
| 가인 교차로                                                  | 밀양시                                      | 지방도 제1077호선 (산내로)           | 국도 제24호선 구간 지방도 제1077호선과 중복          | 산내면             |
| 원서 교차로                                                  | 밀양시                                      | 산내로                               | 국도 제24호선 구간 지방도 제1077호선과 중복          | 산내면             |
| 얼음골 교차로                                                | 밀양시                                      | 지방도 제1077호선 (도래재로)         | 국도 제24호선 구간 지방도 제1077호선과 중복          | 산내면             |
| 얼음골대교                                                   | 밀양시                                      |                                      | 국도 제24호선 구간                                   | 산내면             |
| 호박소터널                                                   | 밀양시                                      |                                      | 국도 제24호선 구간 연장 2,580m                       | 산내면             |
| 구연교                                                       | 밀양시                                      |                                      | 국도 제24호선 구간                                   | 산내면             |
| 가지산터널                                                   | 밀양시                                      |                                      | 국도 제24호선 구간 상행 연장 4,580m 하행 연장 4,534m | 산내면             |
| 울밀로와 직결                                                |                                             |                                      |                                                      |                    |

## 주요 건물 및 시설
- 상남파출소 (경상남도 밀양시 상남면 밀양대로 1495)
- 밀양교육지원청 (경상남도 밀양시 상남면 밀양대로 1522)
- 예림초등학교 (경상남도 밀양시 상남면 밀양대로 1524)
- 밀양예림우편취급국 (경상남도 밀양시 상남면 밀양대로 1531)
- 밀양경찰서 (경상남도 밀양시 상남면 밀양대로 1545)
- 밀양소방서 (경상남도 밀양시 밀양대로 1760)
- 삼문동 행정복지센터 (경상남도 밀양시 밀양대로 1764)
- 센텀밀양병원 (경상남도 밀양시 밀양대로 1823)
- 중앙파출소 (경상남도 밀양시 밀양대로 1879)
- 트라이얼마트 밀양점 (경상남도 밀양시 밀양대로 1881)
- KT밀양빌딩 (경상남도 밀양시 밀양대로 1892)
- 한국전기연구원 밀양나노센터 (경상남도 밀양시 밀양대로 1908)
- 한국농어촌공사 밀양지사 (경상남도 밀양시 밀양대로 1920)
- 영남종합병원 (경상남도 밀양시 밀양대로 1959)
- 밀양시청 (경상남도 밀양시 밀양대로 2047)
- 밀성제일고등학교 (경상남도 밀양시 밀양대로 2078)

## 자동차 전용도로 구간
얼음골 교차로부터 가지산터널까지 구간은 국토해양부에서 지정한 자동차전용도로 구간이므로 보행자, 자전거 등은 통행할 수 없다. 이륜자동차(모터사이클 혹은 오토바이)는 긴급자동차(싸이카 및 소방용 모터사이클 등)에 한해 통행이 가능하며, 그 밖의 이륜자동차와 경운기 우마차 트랙터 손수레는 통행할 수 없다. 우회 도로로는 산내로가 있다.